# Sloup v Čechách
Sloup v Čechách (v letech 1880–1991 jen Sloup, německy Bürgstein) je obec v okrese Česká Lípa v Libereckém kraji. Díky zdejšímu skalnímu hradu, koupališti, nové rozhledně a sousedícím Lužickým horám patří k oblíbeným cílům turistů. Žije zde 705 obyvatel.

## Historie

### Starší dějiny

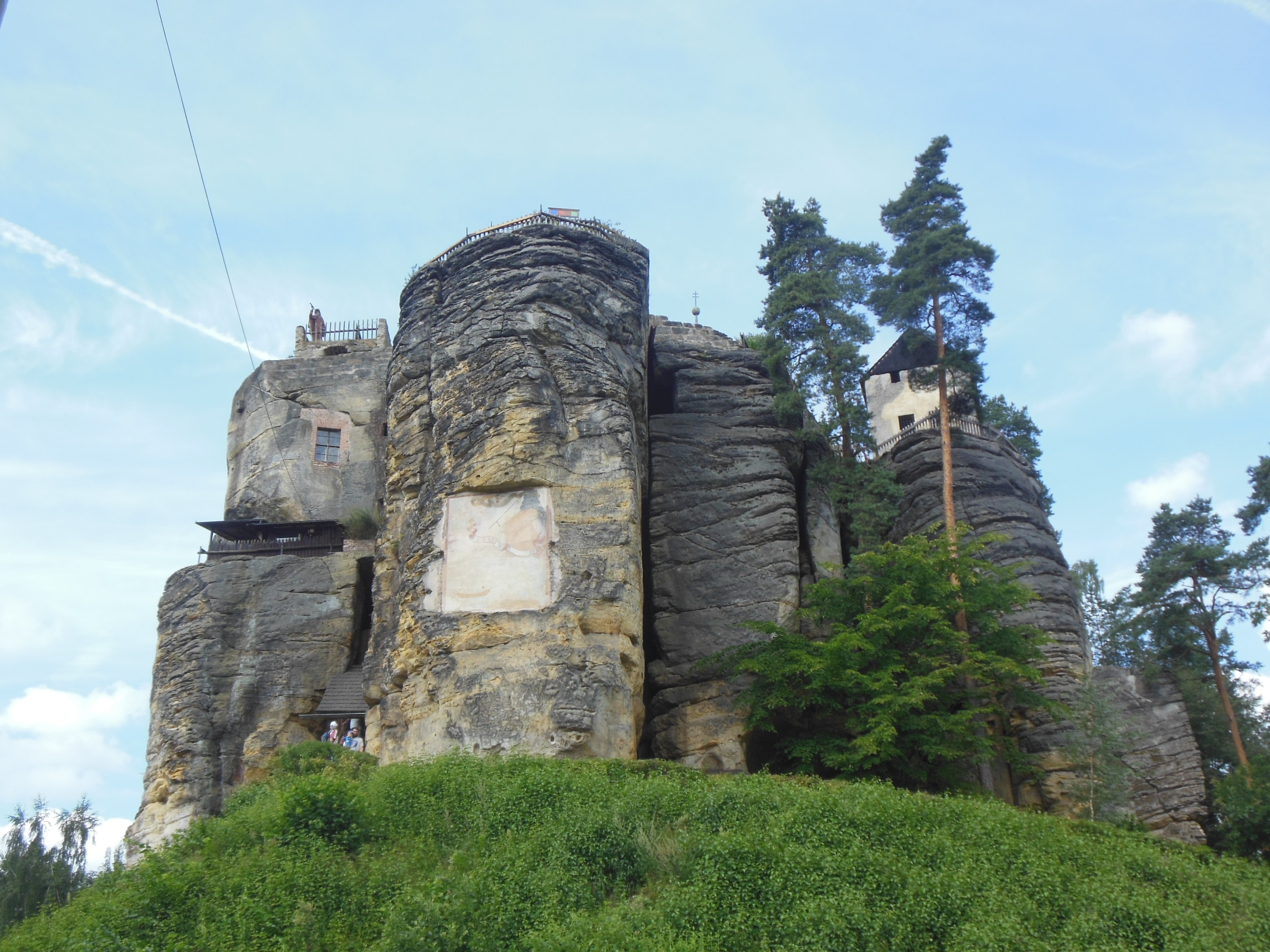
Skalní hrad ve Sloupu

První písemná zmínka o obci pochází z roku 1318. Tehdy zde vedla obchodní stezka z Prahy do Žitavy a z roku 1324 je první záznam o existenci strážního hradu u obce. Je však pravděpodobné, že je o 30 let starší. V první čtvrtině 14. století kraj od Žitavy přes Lužické hory až na Českolipsko patřil Ronovcům, Chvalovi z Lipé a jeho synům. Syn Chval se nechal psát po roce 1290 jako Čeněk z Ojvína a zřejmě on využil skálu ve Sloupu připomínající Ojvín ke stavbě hradu. Vesnice pod hradem byla roku 1352 psána jako farní. Od roku 1400 patřila ves Hynkovi Hlaváčovi z Dubé, který ji i s okolím roku 1412 prodal za 200 kop grošů šlechtici Hanušovi Welfovi z Varnsdorfu. Husitské války Sloup přežil bez újmy.
Později po husitských válkách získal sloupské panství loupeživý rytíř Mikeš Pancíř ze Smojna. Podnikal odtud loupeživé nájezdy na okolí i do Saska a Lužické vojsko mu v odvetě v letech 1444 a 1445 hrad zbořilo. Mikeš jej později obnovil a loupil dál, v roce 1455 jej předal synům. V lednu 1471 ho i s podhradím koupili Berkové z Dubé.
V roce 1595 Adam Berka z Dubé ve vsi postavil panský dům, Berkovský zámek, k obývání daleko pohodlnější než zdejší hrad. Během třicetileté války roku 1639 hrad oblehlo vojsko švédského generála Banera, dobylo jej a vypálilo. Obnoven již nebyl. O 50 let později byla ve skále u hradu vyhloubena poustevna.

### Rozvoj podnikání

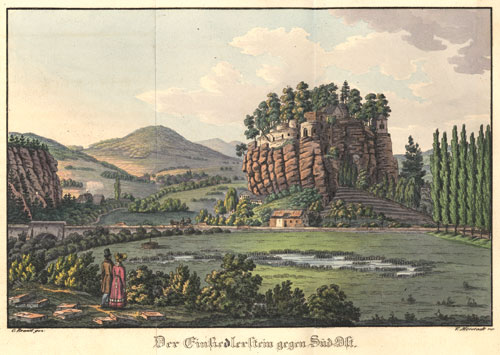
Skalní hrad ve Sloupu, na kresbě z roku 1831

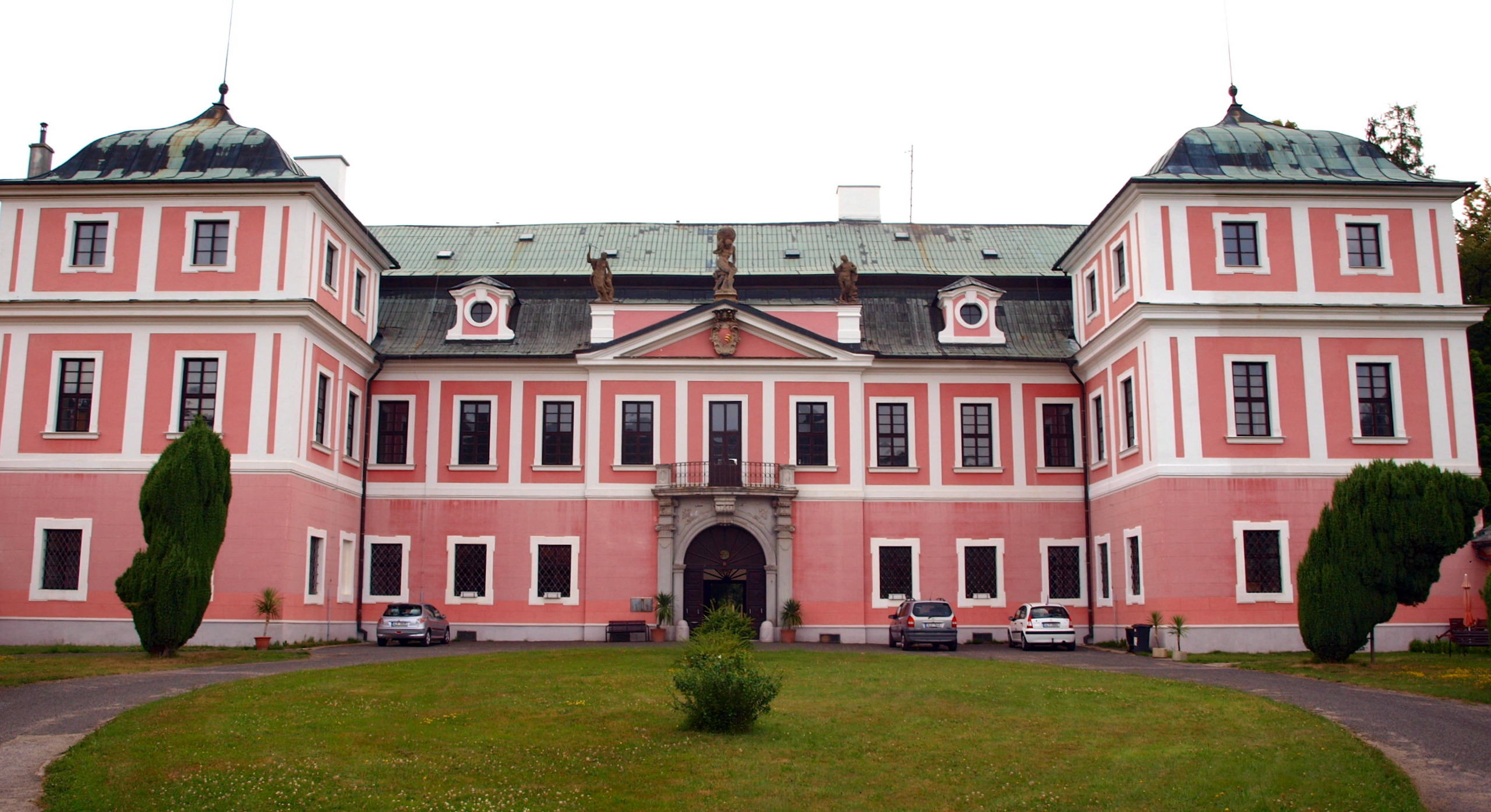
Zámek Kinských

Po zesnulém Ferdinandu Hroznatovi jeho dědici roku 1708 prodali panství Sloup za 280 000 zlatých hraběti Václavu Norbertu Oktaviánu Kinskému, pánu v České Kamenici. Když ten zemřel, testamentem a dědickou dohodou rodiny Kinských sloupské panství získal jeho druhorozený syn Josef, který byl v době otcova úmrtí nezletilý. Proto až do roku 1726 panství spravoval starší bratr Štěpán Vilém Oldřich Kinský.
Obec se začala rozvíjet po roce 1726, kdy panství převzal hrabě Josef Jan Maxmilián Kinský. Nechal zde postavit v letech 1730–1733 zámek v barokním slohu, který hrabě Kinský později stále upravoval. Roku 1779 zde hostil císaře Josefa II. a koncem července 1822 i arcivévodu Františka Karla. U něj je zámecký park s kašnou a vodotryskem. Po znárodnění majetku vysídlených Němců byla v zámku zřízena ozdravovna pro děti z Prahy, sloužil i jako škola v přírodě a ústav sociální péče. Pak se zde usídlil Domov pro seniory
Hrabě Kinský podnikal na celém svém panství, v samotném Sloupu využil i svůj zámek, kde od roku 1756 vyráběl na třech, později devíti stavech jemné plátno. V roce 1759 v obci, ve dvoře pod hradem zřídil barvírnu pláten, kterou postupně rozšířil na kartounku, nejstarší v Čechách. Formíři připravující dřevěné formy k potisku pracovali v obecním domě a v budově, ze které se později stal hostinec Fichtelschänke poblíž hradu. Nedaleko u potoka měl prádelnu pláten. V obci zřídil tkalcovskou školu a roku 1760 manufakturu na výrobu barchetu, kde zaměstnával v roce 1761 na 35 stavech 250 lidí, o 3 roky později jich bylo 400. Roku 1762 založil manufakturu na výrobu cvilinku, řízenou mistrem ze Saska.

### Změny státní správy
V roce 1848 byl vlastníkem Panství Sloup Karel, hrabě Kinský. Součástí jeho panství bylo 26 obcí, z nichž 24 je dnes v okrese Česká Lípa. Po zrušení nevolnictví a v důsledku revolučních událostí roku 1848 došlo v Rakousko-Uhersku k radikálním změnám státní správy. Byla zrušena panství šlechty (včetně panství Sloup), ustanoveny během roku 1850 nové kraje, politické a soudní okresy. Sloup byl i s Janovem začleněn do Českolipského kraje, politického okresu Česká Lípa řízeného okresním hejtmanstvím, soudního okresu Nový Bor. Příslušný krajský soud byl v České Lípě.
V roce 1855 byl Českolipský kraj zrušen, Sloup byl v okrese Nový Bor, který byl začleněn do Litoměřického kraje. Při další reformě státní správy roku 1862 byly kraje zrušeny úplně, okresy zůstaly. Tento stav se do roku 1918 téměř nezměnil.

## Obyvatelstvo
| Rok            | 1869  | 1880  | 1890  | 1900  | 1910  | 1921  | 1930  | 1950 | 1961 | 1970 | 1980 | 1991 | 2001 | 2011 | 2021 |
| -------------- | ----- | ----- | ----- | ----- | ----- | ----- | ----- | ---- | ---- | ---- | ---- | ---- | ---- | ---- | ---- |
| Počet obyvatel | 1 211 | 1 234 | 1 226 | 1 074 | 1 085 | 1 092 | 1 185 | 655  | 826  | 723  | 776  | 640  | 701  | 746  | 724  |
| Počet domů     | 164   | 171   | 174   | 190   | 206   | 211   | 230   | 209  | 156  | 141  | 145  | 205  | 225  | 236  | 254  |

## Obecní správa
Mezi lety 1869–1980 Sloup v Čechách byl obcí v okrese Česká Lípa (1869–1930), poté v okrese Nový Bor (1950) a později opět v okrese Česká Lípa. Od 1. ledna 1981 do 31. srpna 1990 patřil jako část města k Novému Boru a od 1. září 1990 je opět samostatnou obcí. V letech 1961–1980 k obci patřil Radvanec a od 1. července 1980 do 31. prosince 1980 také Svojkov.

### Obecní symboly

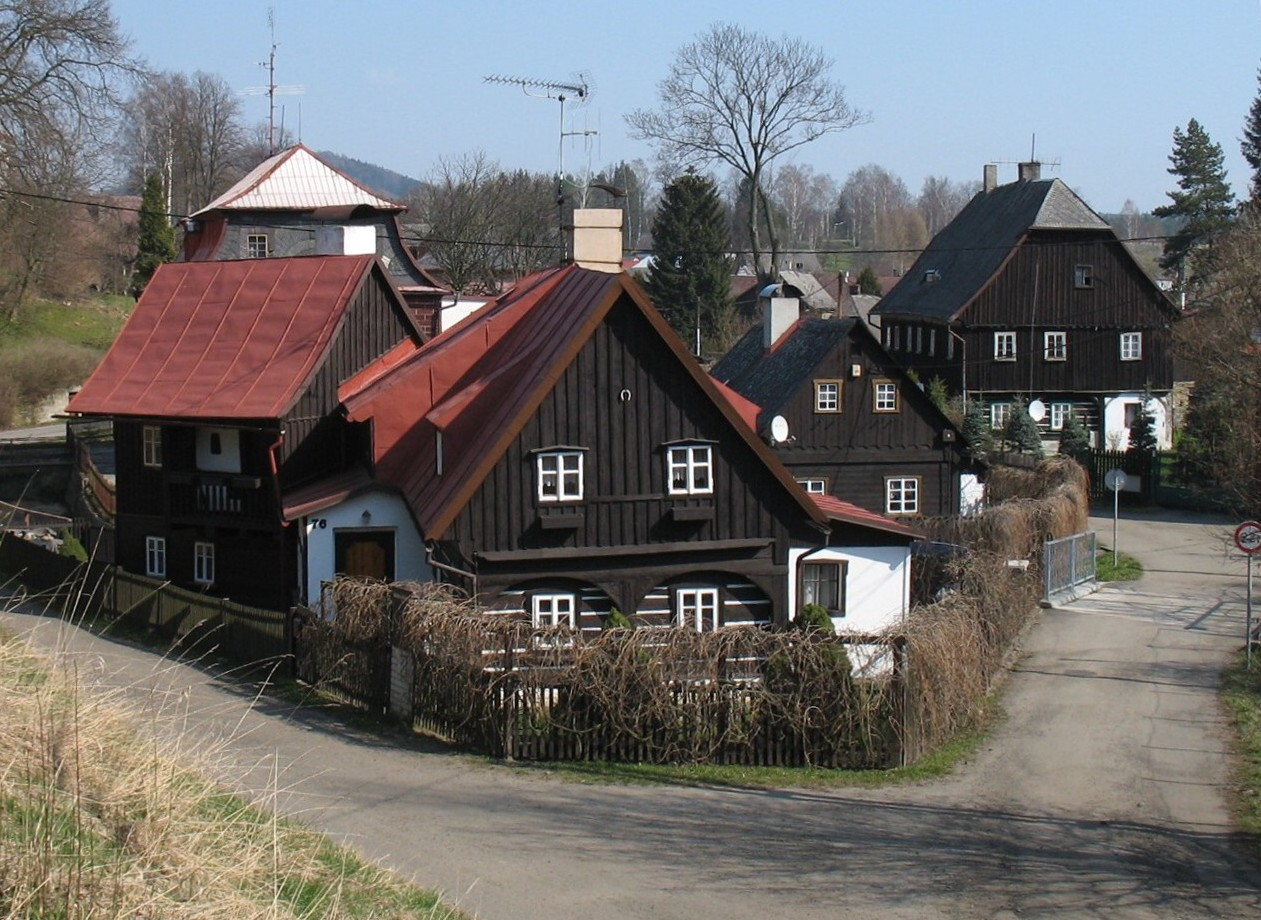
Skupina roubených domů v centru obce

Návrh znaku i praporu zpracoval Miloslav Sovadina a Heraldická komise při Státním okresním archivu v České Lípě. V lednu 1993 návrhy projednalo Obecní zastupitelstvo, v květnu 1998 jej posoudil Podvýbor pro heraldiku a vexilologii PS PČR (prodleva kvůli nedostatečně odůvodněnému návrhu) a 4. června 1998 jej obci předseda Poslanecké sněmovny udělil.

## Pamětihodnosti

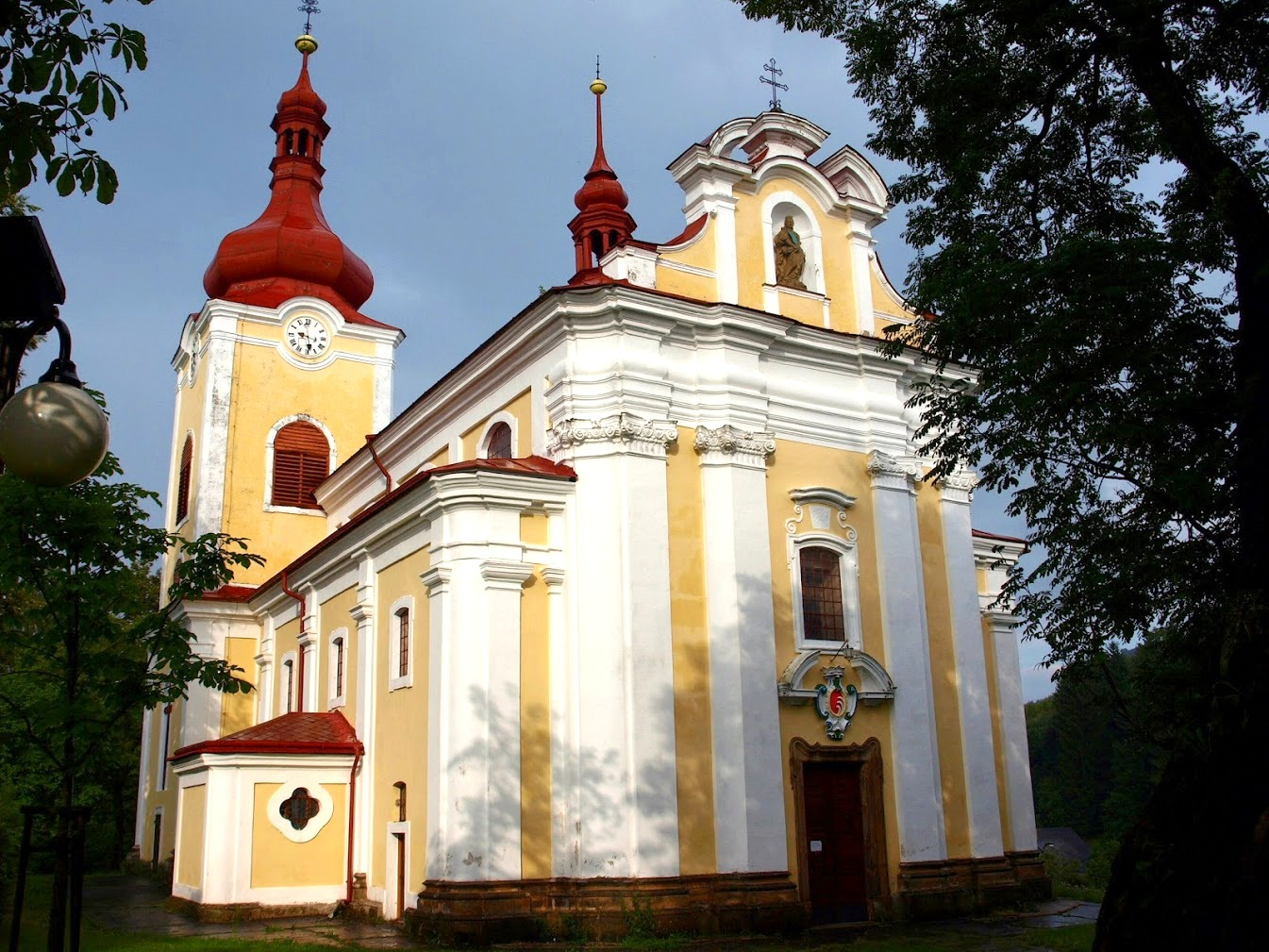
Kostel svaté Kateřiny Alexandrijské

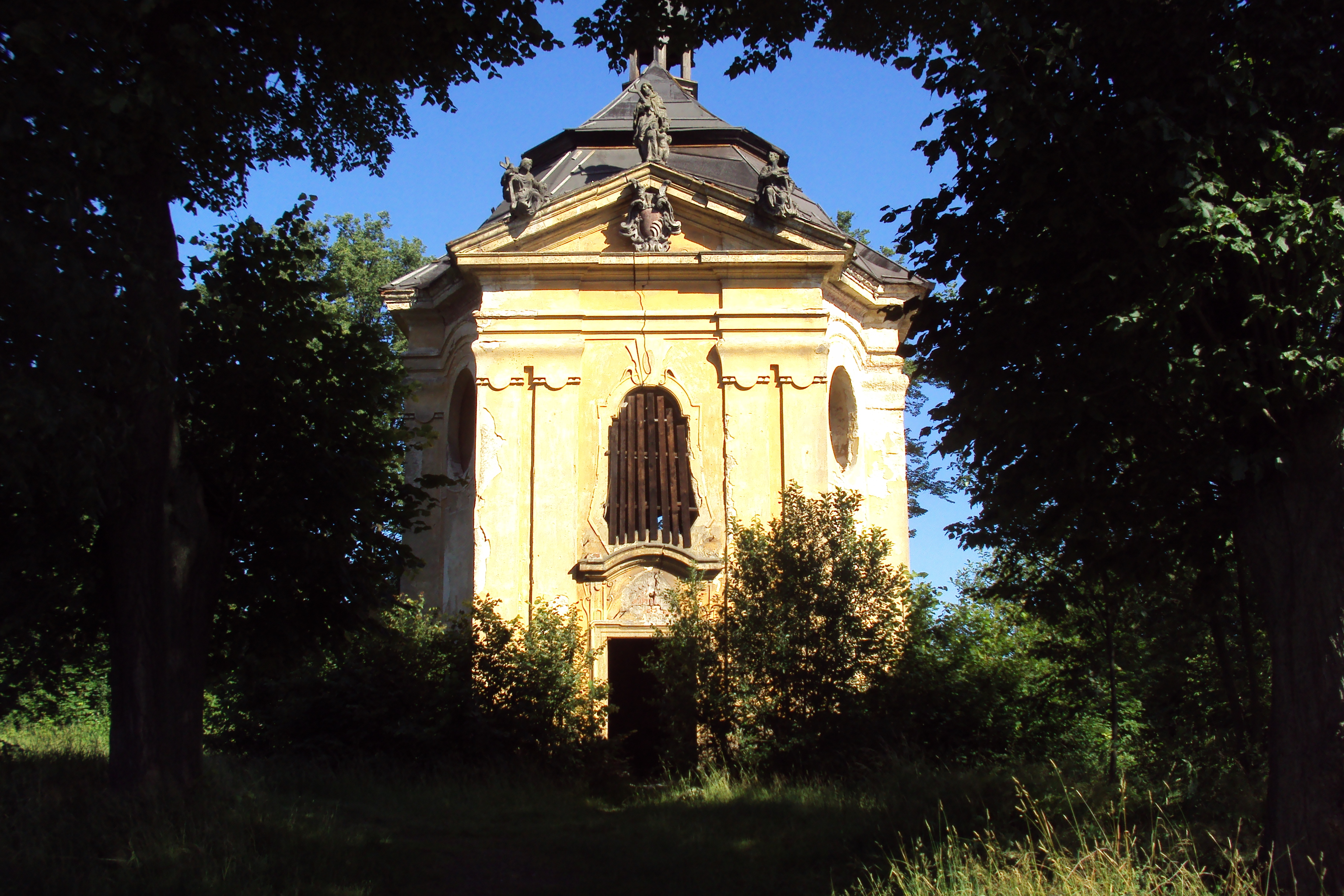
Kaple svatého Jana Nepomuckého s erbem Kinských na průčelí

- Skalní hrad Sloup byl založen ve 13. století[16], později zde byly vytesány skalní poustevny
- Zámek Sloup – postaven 1730–1733 rodem Kinských, je v něm několik soch od Matyáše Brauna[17], v současné době slouží jako domov pro seniory.
- Farní kostel svaté Kateřiny Alexandrijské
- Kaple svatého Jana Nepomuckého spojená lipovou alejí se zámkem. V nyní postupně rekonstruované kapli se nacházela hrobka Kinských[18]
- Samuelova jeskyně – jeskyně ve skalním bloku, vyhloubená poustevníkem Samuelem Görnerem v roce 1718. Odtud tento místní rodák se zajímavým životem odešel jako poustevník na hrad Sloup.[19]. Na skále nad jeskyněmi je upravena vyhlídka.
- Sloupská lípa – památný strom (lípa velkolistá) u č. p. 109 (výška 20 metrů, obvod kmene 734 cm, stáří cca 560 let)[20]
- Pomník Emanuela Maxe u zámecké zdi při silnici na Nový Bor
- Náhrobek rodáka Ferdinanda Břetislava Mikovce (redaktor, historik, dramatik) na místním hřbitově
- Sloup s barokní sochou Panny Marie je kulturní památkou. Stěhovala se na své nynější místo u kostela třikrát, naposledy z vůle hraběte Karla Kinského roku 1830. Další ze soch Panny Marie od Matyáše Brauna na jiném místě v obci byla po roce 1945 odvezena do Národní galerie v Praze.[21]

### Další zajímavosti

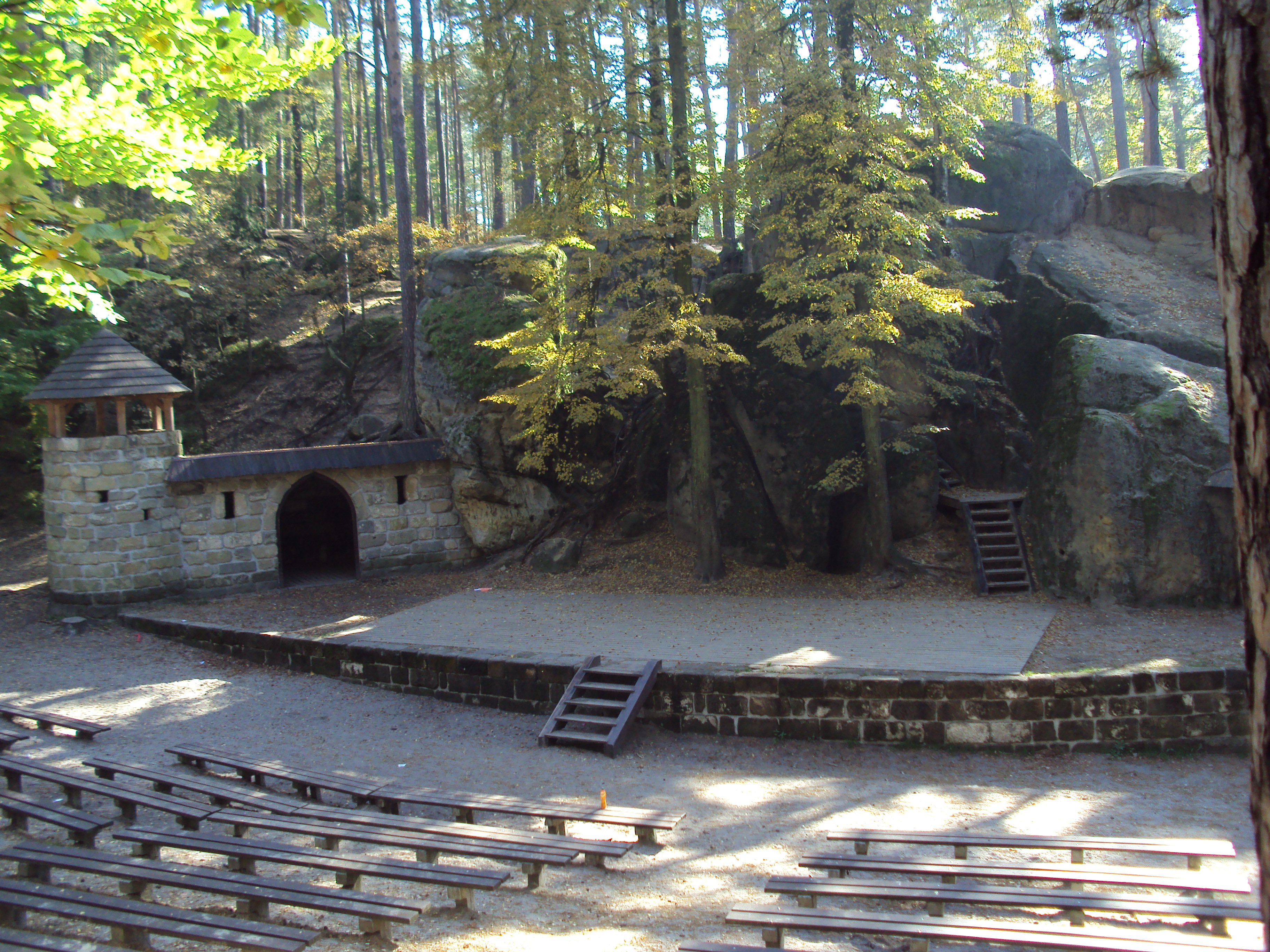
Lesní kamenné divadlo ve Sloupu

- V roce 1921 bylo u obce směrem k Zákupům vytvořeno lesní kamenné divadlo, kde svou mateřskou scénu nalezl divadelní spolek Sloup. V letech 1957 až 1959 bylo znovu upraveno, po roce 1960 bylo zapomenuté pozvolna devastováno. Až v roce 2004 byl areál opraven a uveden opět do divadelního provozu.[22]. Poblíž divadla na rozcestí s Restaurací U sedmi trpaslíků začíná horní část Cikánského dolu.
- Jihovýchodně, ve vzdálenosti zhruba 0,5 km vzdušnou čarou od středu obce směrem k vrchu Slavíček, se nachází Sloupské skalní město. Toto skalní město spolu s nedalekými Svojkovskými skalami patří mezi významné horolezecké lokality v daném regionu.[23]
- V roce 1995 byl Sloup v Čechách vyhlášen vesnickou památkovou zónou.
- V roce 2011 byla poblíž Samuelovy jeskyně a Lesního divadla postavena nová rozhledna Na stráži i s penzionem.[24]
- V listopadu 2012 obec slavnostně otevřela nové víceúčelové kulturní centrum u křižovatky v sousedství zámku. Náklady dosáhly částky 80 milionů, obci se podařilo objekt bývalé restaurace odkoupit v roce 2007 od soukromníka a s přispěním Regionálního operačního programu jej kompletně zrekonstruovat.[25]. V roce 2014 se do budovy přestěhoval i obecní úřad.
- V areálu bývalé Traktorky byla v prosinci 2012 otevřena IV. výstava betlémů.[26]
- Na katastru obce jsou kopce Slavíček (538 m) a Šišák (483 m)[27]
- Na místním hřbitově je „pomník osvoboditelům“ se jménem vojína Nazarenka, který byl ve skutečnosti vrahem. Vojín Nazarenko byl 9. května 1945 zastřelen svým nadřízeným za vraždu místního hraběte Kaspara von Preysing-Lichtenegg-Moos. Hrabě byl opilým vojínem zastřelen den před tím, když bránil před napadením svou manželku. Vrah Nazarenko byl původně záměrně pohřben mimo sloupský hřbitov. Později však byl jeho hrob přemístěn při vytvoření výrazného pomníku u vchodu do hřbitova, který oslavuje osvoboditelskou roli Rudé armády.[28]

## Cestovní ruch

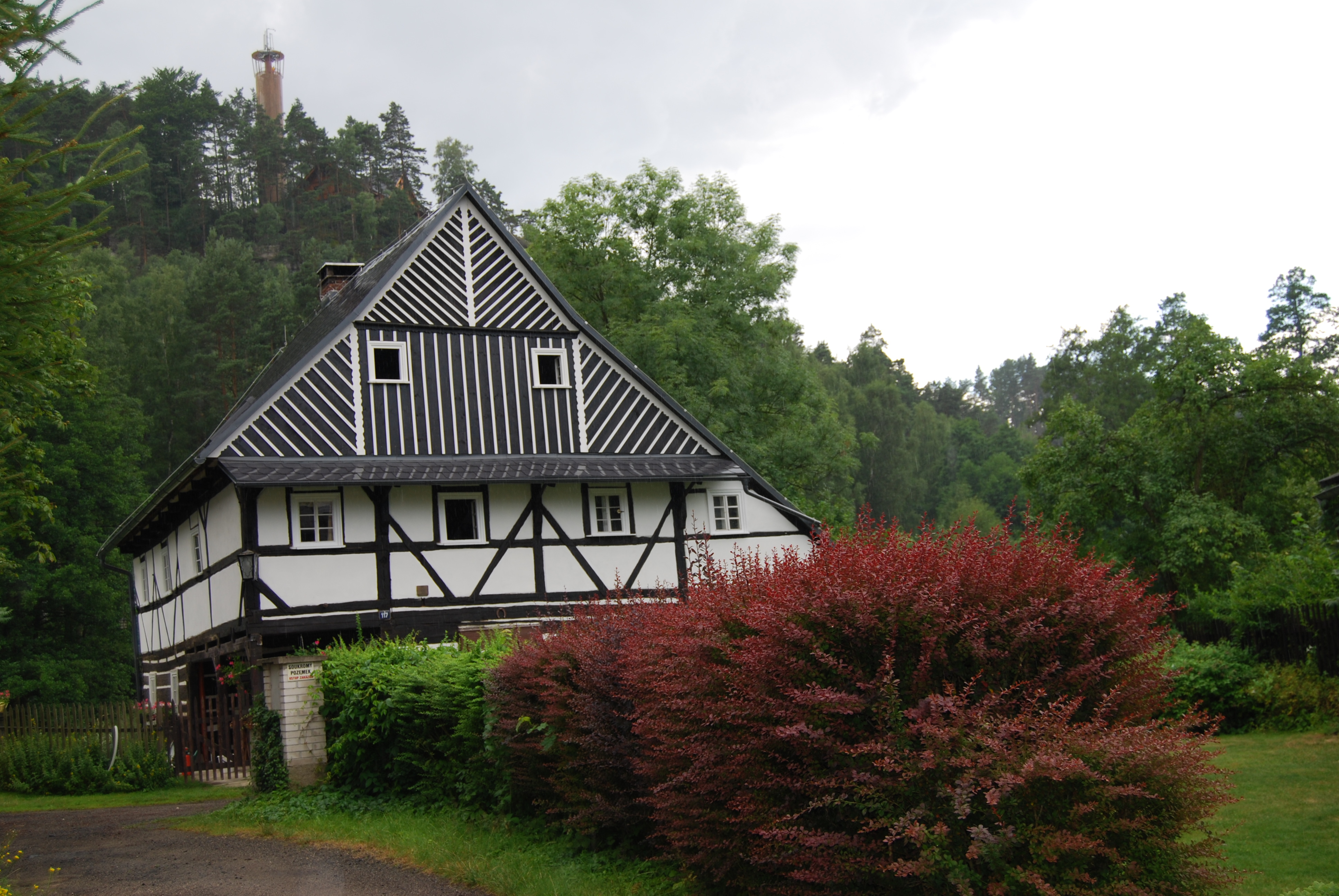
Hrázděný dům

V 19. století se stává Sloup oblíbeným letoviskem a také zde vznikla řada spolků, např. Horský a zkrášlovací, či Tělocvičný a Divadelní. V obci je řada ubytovacích zařízení, restaurací, naučné stezky a okruhy. Svou mezinárodní základnu, která je zároveň ubytovacím zařízením, má v objektu Herberk (Lesní 205) dětská asociace A-TOM.

### Koupaliště
V roce 1905 bylo na okraji obce z Radvaneckého rybníka vytvořeno přírodní koupaliště, na břehu fungovala restaurace, půjčovna loděk, byla zde plavecká škola. V období mezi světovými válkami se areál nazýval Vlaštovčím jezerem (Schwalbensee), protože zde hnízdící břehule Němci nazývali břehovými vlaštovkami. Po roce 1945 zůstalo koupaliště v provozu a byl u něj postaven kemp i s chatkami.
V roce 1989 byl kemp veden jako veřejné tábořiště Na koupališti, provozovaný Okresním podnikem služeb, závod 06, Nový Bor. Rozloha oploceného areálu byla 80 000 m², provozováno sociální zařízení, půjčovna loděk, restaurace Jednoty III. cenové skupiny, další kiosky s občerstvením, byl zde povolen tehdy i windsurfing.

### Doprava a turistika
Do obce zajíždějí autobusové linky několika dopravců. Jedná se o spoje na trase Česká Lípa - Nový Bor (přes Sloup), Česká Lípa - Cvikov a Nový Bor - Zákupy. Nádraží v Novém Boru na železniční trati 080 Bakov nad Jizerou - Česká Lípa - Jedlová je od středu obce vzdáleno necelé 4 km. Přes Sloup vede mezinárodní červeně značená turistická trasa pro pěší E10 z České Lípy i trasa značená modře. Vedou zde cyklotrasy 3062 a 3066. Obec si vybudovala vlastní vyhlídkové okruhy obcí a po přilehlých památkách. V červnu 2014 byla otevřena poblíž Lesního divadla naučná stezka pro děti.

## Sport
Fotbalový tým mužů zakončil sezonu 2010/2011 ve III. třídě okresu Česká Lípa na 4. místě čtrnáctičlenné tabulky. Rok poté soutěž vyhráli a postupují pro sezónu 2012/2013 do II. třídy okresu Česká Lípa.

## Slavní rodáci
- hrabě Josef Jan Maxmilián Kinský (* 1705) – proměnil sloupské panství v nejvýznamnější centrum průmyslové a řemeslné výroby
- Ferdinand Břetislav Mikovec (* 1826) – redaktor, historik, dramatik
- Samuel Görner – poustevník zdejšího skalního hradu a Samuelovy jeskyně

## Partnerská města
- Stolpen, Německo

## Galerie

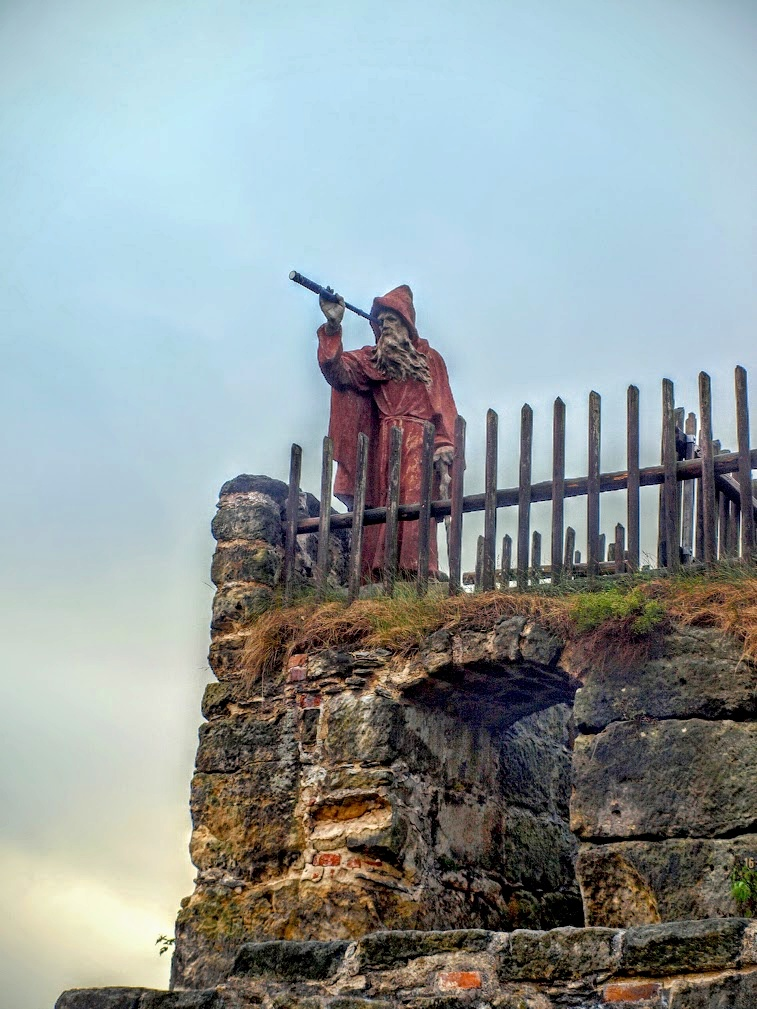
Socha poustevníka Samuela Görnera na vyhlídce skalního hradu Sloup
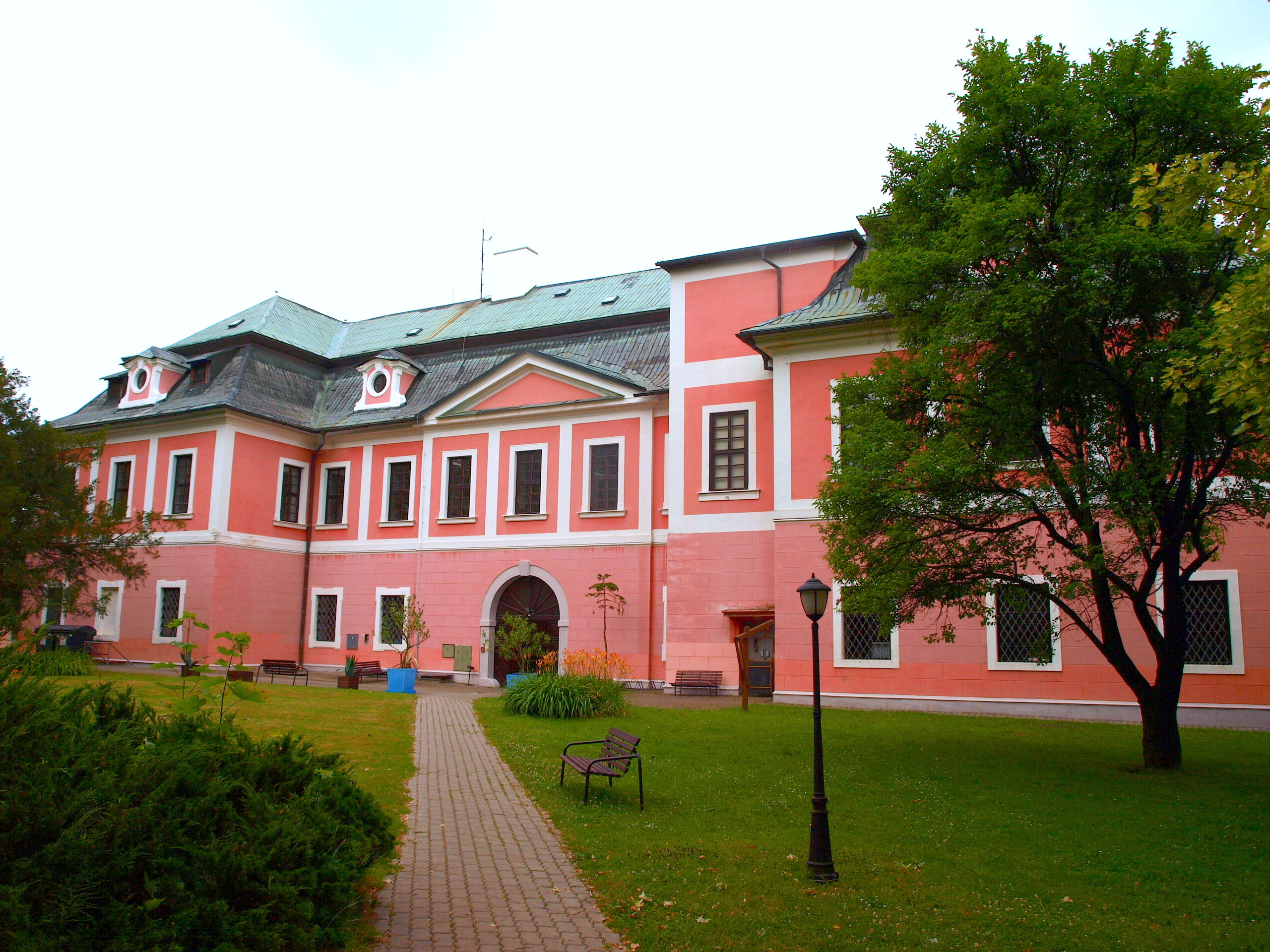
Zámek - nyní Domov důchodců
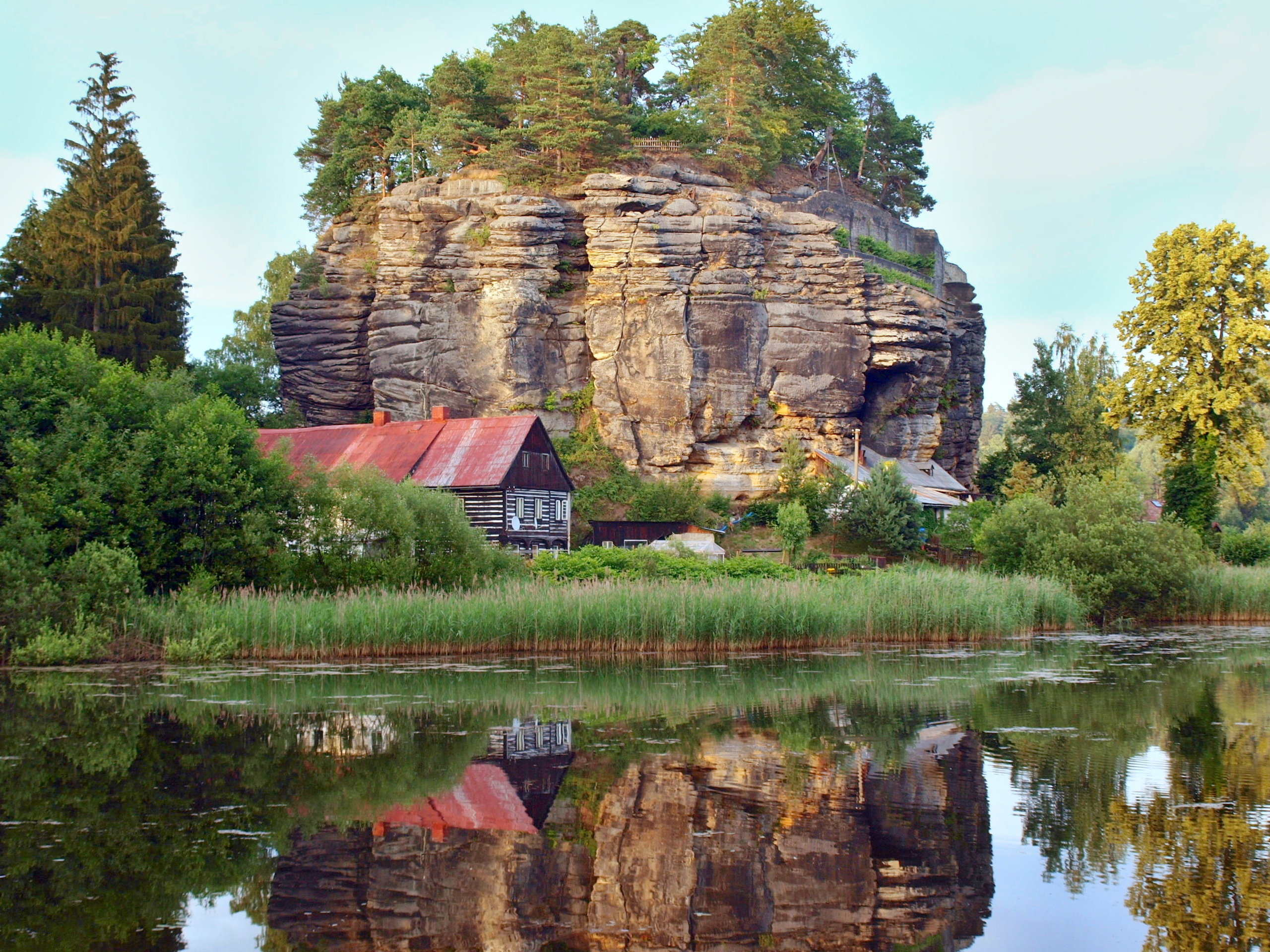
Poustevna na místě bývalého skalního hradu Sloup
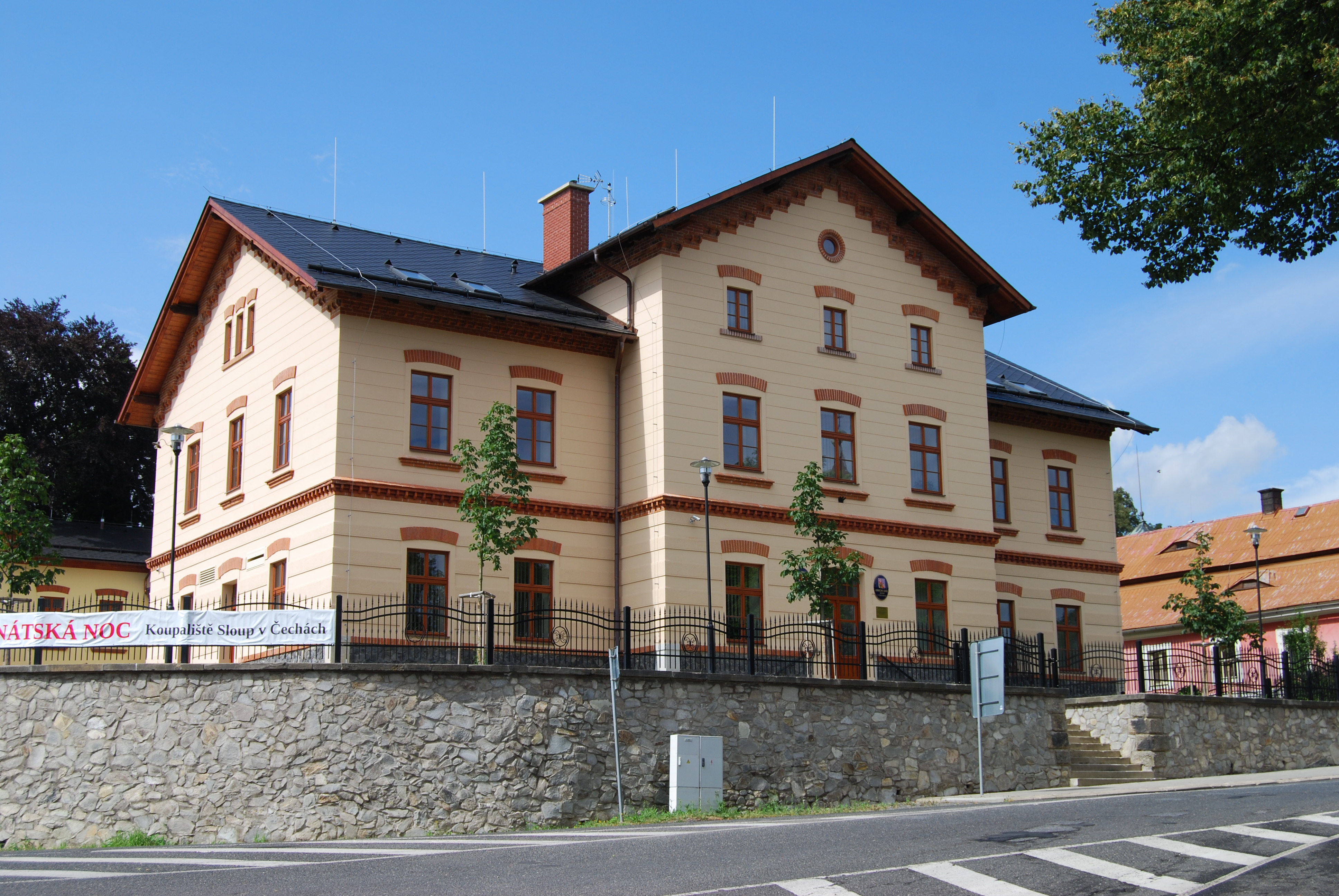
Nové kulturní centrum v roce 2013
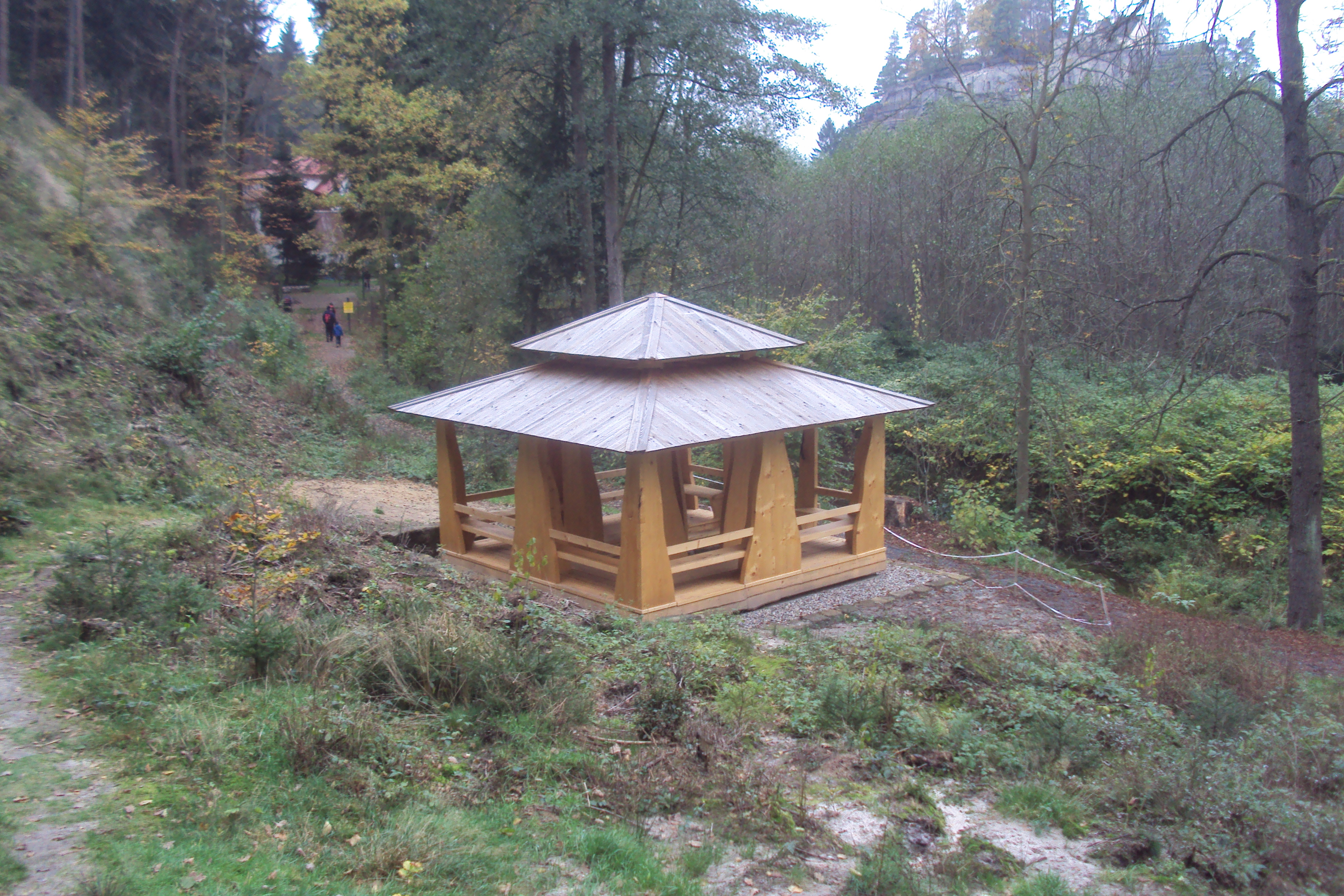
Vodní altán na trase naučné stezky
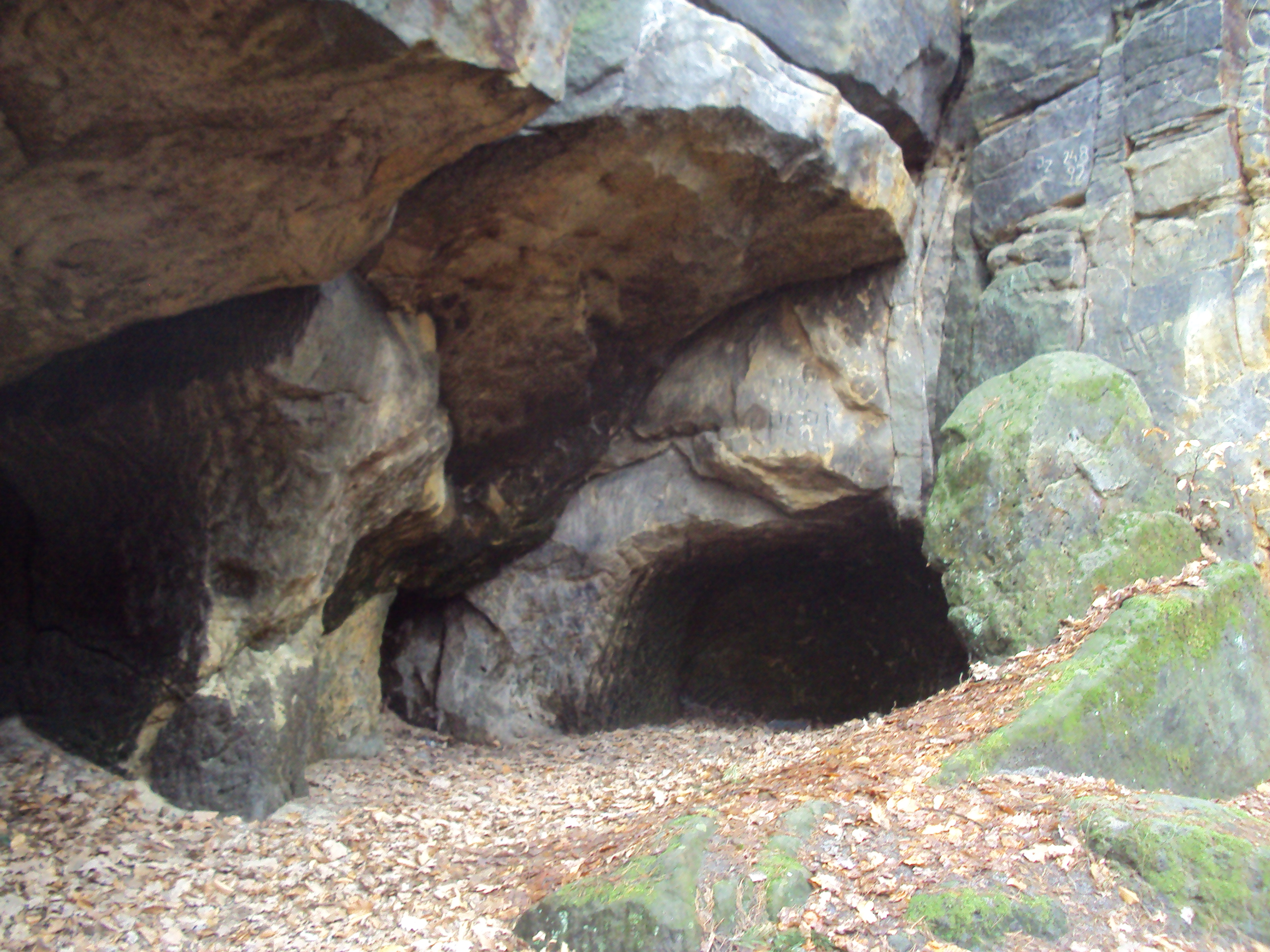
Umělá jeskyně Pustý kostel u silnice II/268
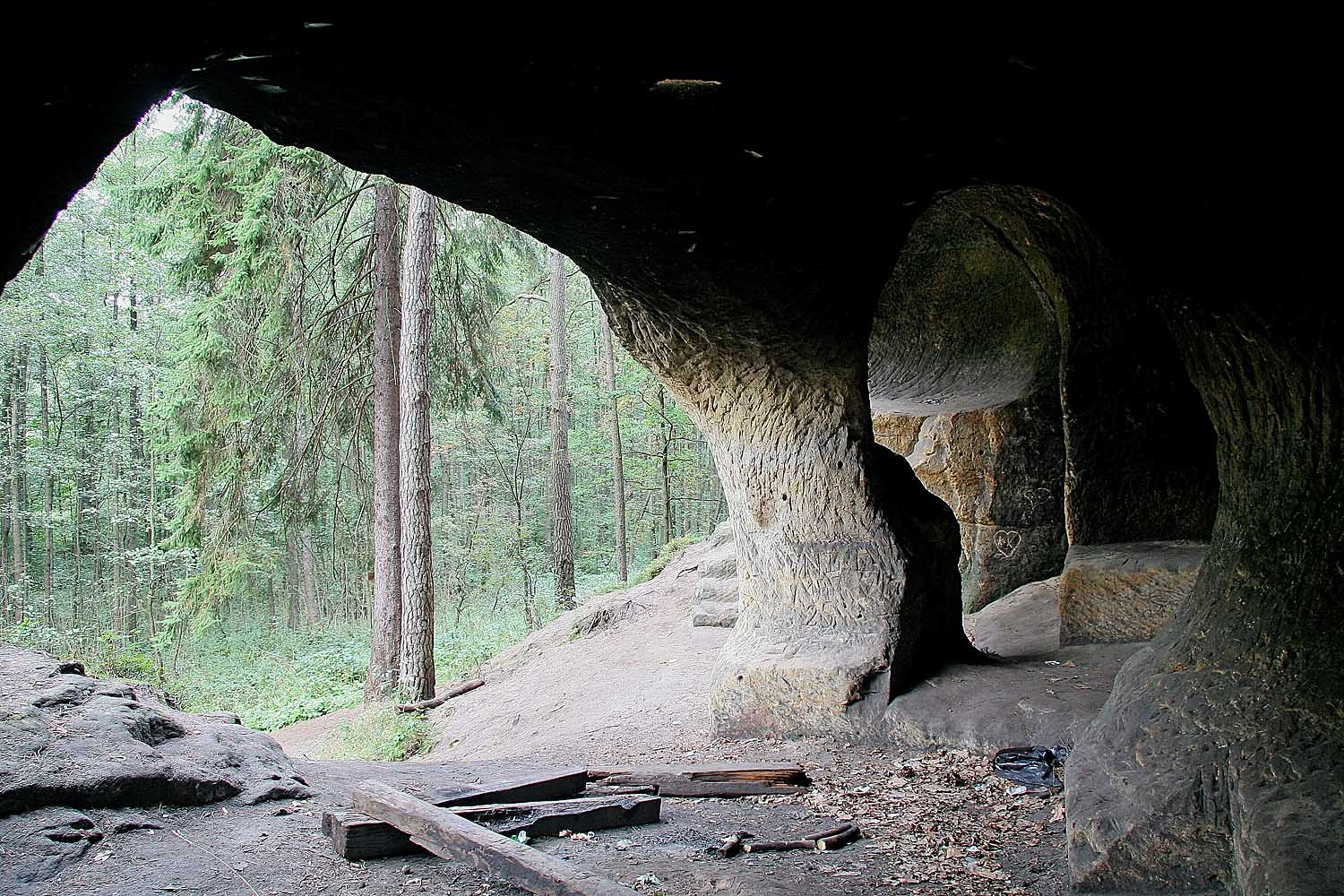
Malá cikánská jeskyně u Dobranovského potoka